# Майерс, Вирджиния
Вирджиния Майерс (англ. Virginia Myers; 1906—1975) — американская танцовщица, получившая признание в раннем детстве; дочь художника Джерома Майерса и скульптора Этель Майерс.

## Биография
Вирджиния родилась 21 октября 1906 года в Нью-Йорке. В 1909 году, играя на фортепиано, Этель Майерс заметила, что её дочь танцует под музыку, следуя её ритму и настроению. В то время воображение художественного сообщества захватили импровизации танцовщиц Айседоры Дункан и Рут Сен-Дени, в год рождения Вирджинии первая из них опубликовала эссе «Танцующий ребёнок» (A Child Dancing), так что Этель поддержала наклонности дочери и стала организовывать её выступления — поначалу в кругу друзей и знакомых коллекционеров. Так, 5 декабря 1909 года художник Джон Слоан отметил в своём дневнике, что «малышка Вирджиния Майерс превращается в самого привлекательного ребёнка». Несмотря на непростое финансовое положение семьи, мать стала целенаправленно выстраивать карьеру дочери. Впоследствии она взяла на себя всю администраторскую работу — бронировала театры, подписывала договоры, занималась костюмами и сценографией, организовывала печать билетов и программ. 
Впервые Вирджиния предстала перед публикой в возрасте четырех лет — она исполнила сольный 4-минутный импровизационный танец на музыку «Утреннего настроения», 1-й части сюиты Эдварда Грига «Пер Гюнт», открыв своим выступлением благотворительный концертный вечер в нью-йоркском отеле «Плаза» 4 апреля 1911 года.
Довольно быстро благодаря трудам матери и собственному таланту Вирджиния стала известна как «чудо-ребёнок» (англ. child wonder) танца, люди приезжали в Нью-Йорк даже из Англии специально, чтобы увидеть её. Уже в следующем году танец пятилетней Вирджинии был заснят киностудией «Эдисон» — 20-минутный фильм Dream Dances of Virginia Myers демонстрировался как в Америке, так и за рубежом.
В течение следующих 12 лет Вирджиния регулярно выступала на различных частных мероприятиях и в театрах. Она начала регулярно выступать на сцене в возрасте шести с небольшим лет: абонементные концерты давались два раза в год, первый из них состоялся 28 февраля 1913 года в Театре Беркли (Berkeley Theatre). 
До своего совершеннолетия Вирджиния появлялась на сценах различных нью-йоркских театров пятнадцать раз, каждый раз представляя публике полноценную программу танцевальных интерпретаций музыкальных произведений различных композиторов. Так как адепты свободного танца отрицали необходимость профессионального обучения, в то время практикуемого только в классическом балете, Вирджиния стала знаменитой танцовщицей без общепринятого тренажа; свои программы она готовила сама, не прибегая к услугам педагогов-репетиторов или хореографов — что особенно подчёркивалось в рекламе и публикациях. Танцевала Вирджиния как под знакомую музыку, так и под ту, которую слышала впервые.
В 1914 году семья по совету Роджера Фрая решила перебраться в Европу. Они прибыли в Лондон, затем отправились в Париж, где сняли квартиру и начали её обставлять. Планы художников нарушила Первая мировая война, разразившаяся 28 июля 1914 года — следуя совету Американского посольства, Майерсы, потратившие на переезд все свои сбережения, вынуждены были вернуться в Америку. 
В 1916 году журнал Vanity Fair публиковал серию художественных фотографий, посвящённых танцу. Один из номеров был посвящён школе Дункан, другой — Вирджинии Майерс. 
После того, как Вирджинии исполнилось 16 лет, согласно законодательству, она смогла появиться на главной музыкальной сцене Нью-Йорка — в Карнеги-холле: её первый сольный концерт с оркестром, официально считавшийся дебютом, состоялся 2 апреля, за ним последовал второй. Третий, состоявшийся 10 декабря 1923 года (дирижёр Гарри Беннет), стал последним выступлением танцовщицы — несмотря на открывавшиеся перспективы, она закончила свою артистическую карьеру. Возможно, это было собственным решением девушки, вышедшей из-под опеки родителей. 
Умерла Вирджиния Майерс 4 января 1975 года в Нью-Йорке.

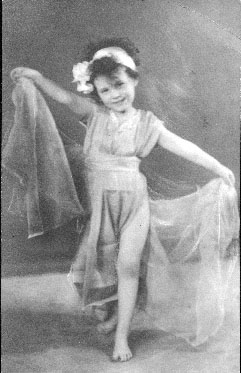
Вирджиния в 4 года, первое публичное выступление на благотворительном вечере в отеле «Плаза», 1912 год
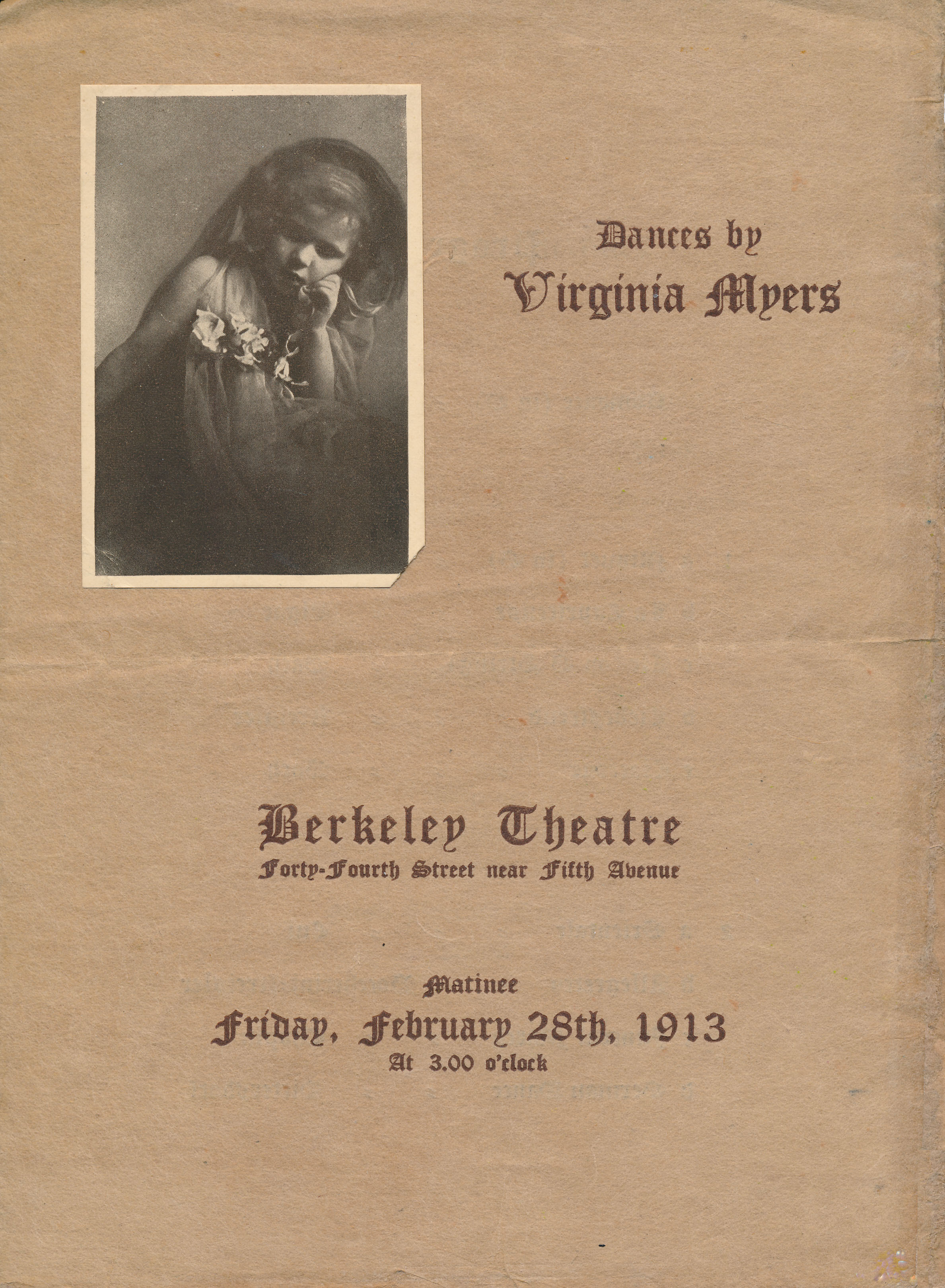
Вирджинии 6 лет, программа первого концертного выступления в Театре Беркли, Нью-Йорк, 1913 год
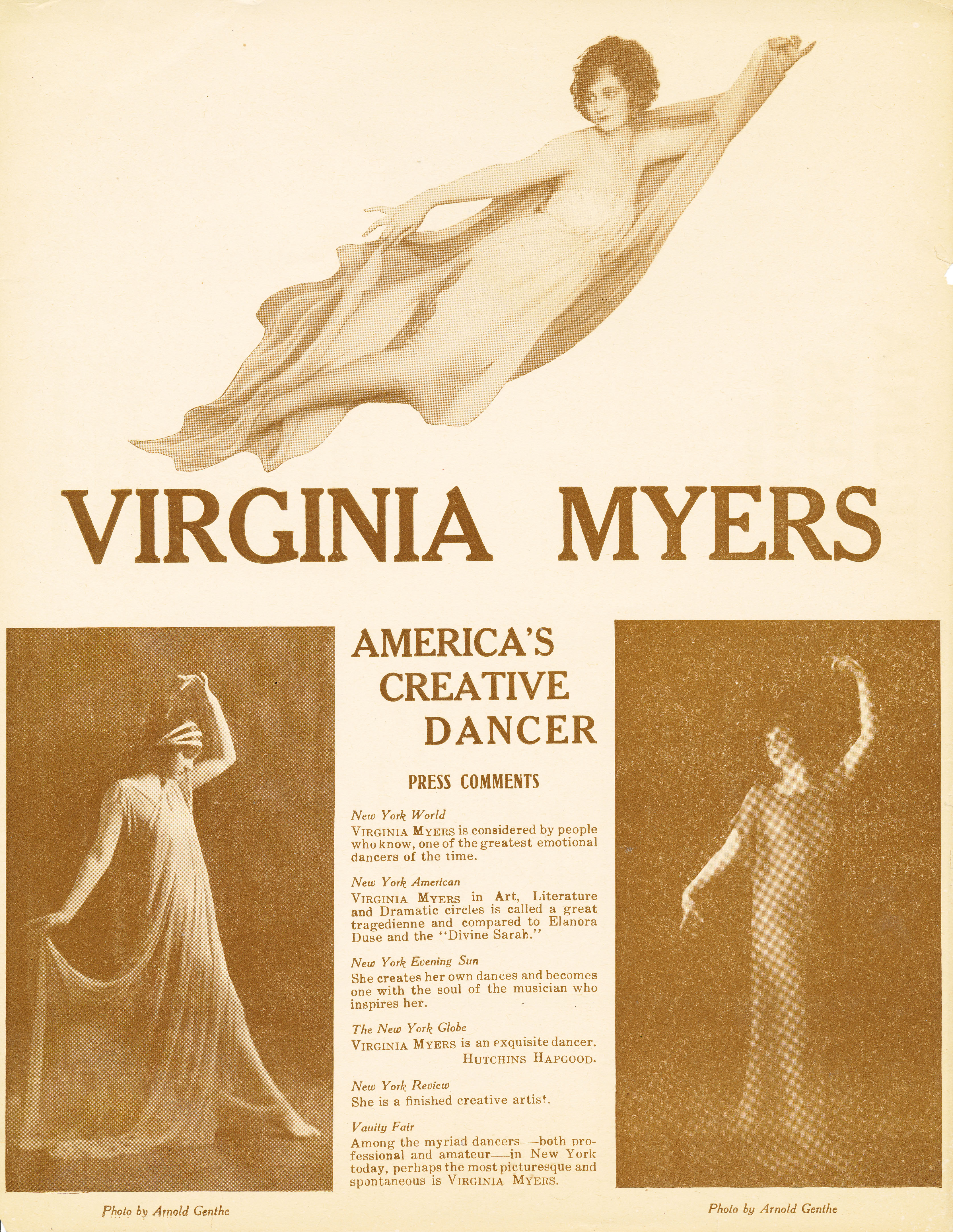
Вирджинии 16 лет, программа концерта в сопровождении оркестра в «Карнеги-холле», 1923 год